# شفتر شمالی (کالیفرنیا)
شفتر شمالی (به انگلیسی: North Shafter) یک منطقهٔ مسکونی در ایالات متحده آمریکا است که در شهرستان کرن، کالیفرنیا واقع شده‌است. شفتر شمالی ۱۰۷ متر بالاتر از سطح دریا واقع شده‌است.